# Boss RV-2 Digital Reverb
Boss RV-2 Digital Reverb är en effektpedal för gitarr, tillverkad av Roland Corporation under varumärket Boss mellan 1987 och 1990. Effektpedalen tillverkades i Japan.

## Historia
Boss RV-2 Digital Reverb var då den släpptes 1987, den första digitala reverbpedalen på marknaden. Före RV-2 hade digitala reverb endast funnits i rackmonterade enheter. Boss RV-2 Digital Reverb hade även högre strömförbrukning än någon annan kompaktpedal från Boss, och såldes ursprungligen med en PSA-nätadapter. Då pedalen och strömförsörjningen inte fick plats i en standardstor kartong, såldes RV-2 i en större låda, liknade den som användes för Boss PSM-5 Power Supply & Master Switch. Dessa två pedaler är de enda kompaktpedalerna från Boss som inte levereras i lådor med standardstorlek.
Reverbtiden på Boss RV-2 Digital Reverb kan justeras från 0,2 till 10 sekunder. Framför reverbkretsen finns en inbyggd equalizerkrets. 
| # | Läge  | Notering      |
| - | ----- | ------------- |
| 1 | Room  | 8 meter djup  |
| 2 | Hall  | 15 meter djup |
| 3 | Hall  | 30 meter djup |
| 4 | Plate |               |
| 5 | Delay |               |
| 6 | Gate  |               |